# دان غيبل
دان غيبل (بالإنجليزية: Dan Gable) هو مصارع رياضي أمريكي، ولد في 25 أكتوبر 1948 في واترلو في الولايات المتحدة، وتوفي في 30 يونيو 1979.

## وصلات خارجية
- الموقع الرسمي
- دان غيبل على موقع قاعدة بيانات المصارعة الدولية (الإنجليزية)
- دان غيبل على موقع اللجنة الأولمبية الدولية (الإنجليزية)
- دان غيبل على موقع أوليمبيديا (الإنجليزية)
- دان غيبل على موقع قاعة آيوا للمشاهير الرياضية (الإنجليزية)
- دان غيبل على موقع IMDb (الإنجليزية)
- دان غيبل على موقع الموسوعة البريطانية (الإنجليزية)
- دان غيبل على موقع قاعدة بيانات الفيلم (الإنجليزية)